# Gunnar Sauer
Gunnar Sauer (Cuxhaven, 11 juni 1964) is een Duits voormalig voetballer die speelde als verdediger.

## Carrière
Sauer speelde in de jeugd van SV Cuxhaven maar trok naar de jeugd van Werder Bremen waar hij in 1985 zijn debuut maakte in de hoofdmacht. Hij bleef er spelen tot in 1996 en veroverde in 1988 en 1993 de landstitel. Daarnaast won hij de beker in 1991 en 1994, in 1992 de Europacup II en de supercup in 1988, 1993 en 1994.
Nadien speelde hij nog voor Hertha BSC, VfB Leipzig en VfB Oldenburg vooraleer te stoppen in 2000.
Hij speelde als jeugdinternational voor West-Duitsland en nam deel aan het EK voetbal 1988 maar speelde geen enkele wedstrijd. Hij nam hetzelfde jaar ook deel aan de Olympische Spelen waar ze derde werden.

## Erelijst
- Werder Bremen
  - Landskampioen: 1988, 1993
  - DFB-Pokal: 1991, 1994
  - Europacup II: 1992
  - Duitse Supercup: 1988, 1993, 1994
- West-Duitsland
- Olympische Spelen 1988

1 Immel ·
2 Buchwald ·
3 Brehme ·
4 Kohler ·
5 Herget ·
6 Borowka ·
7 Littbarski ·
8 Matthäus  ·
9 Völler ·
10 Thon ·
11 Mill ·
12 Illgner ·
13 Wuttke ·
14 Berthold ·
15 Pflügler ·
16 Eckstein ·
17 Dorfner ·
18 Klinsmann ·
19 Sauer ·
20 Rolff ·
Coach: Beckenbauer